# High Ireby
High Ireby – osada w Anglii, w Kumbrii. W 1931 wieś liczyła 125 mieszkańców.